# Manuden
Manuden – wieś w Anglii, w hrabstwie Essex, w dystrykcie Uttlesford. Leży 30 km na północny zachód od miasta Chelmsford i 50 km na północny wschód od Londynu. W 2001 miejscowość liczyła 704 mieszkańców.